# Sergio Cunningham
Sergio Cunningham Torres (ur. 1 kwietnia 1994 w mieście Panama) – panamski piłkarz występujący na pozycji środkowego lub defensywnego pomocnika, od 2025 roku zawodnik UMECIT.